# Анания Ширакаци
Анания Ширакаци е арменски географ, картограф, астроном, математик, историк.
Негови по-важни трудове са „Космография“ и „Ашхарацуйц“ („Географски атлас на света“), в който се съдържат подробни сведения за историческата география на Армения. В атласа има сведения и за страните в Азия, Европа и Африка, включително за прабългарите и другите народи, населяващи Балканския полуостров.

## Биография
Ананиа Ширакаци е роден в първата половина на VII век в село Анеанк в гавара Ширак.
- The Geography of Ananias of Sirak. The Long and the Short Recensions. Introduction, Translation and Commentary by Robert H. Hewsen. Dr. Ludwig Reichert Verlag, Wiesbaden, 1992, Pp. 685
- Աշխարհացույց, „Армянская География VII века по Р.Х (приписывавшаяся Моисею Хоренскому)“, СПб., 1877
- Suren Eremian, Reconstructed version of Shirakatsi's map of Central Asia